# Restauration (France)
Pour des articles plus généraux, voir Royaume de France et Histoire de France.
Pour les articles homonymes, voir Restauration.
6 avril 1814 – 20 mars 1815
(11 mois et 14 jours)
8 juillet 1815 – 2 août 1830
(15 ans et 25 jours)
Entités précédentes :
- Premier Empire (1814)
- Cent-Jours (1815)

Entités suivantes :
- Cent-Jours (1815)
- Monarchie de Juillet (1830)

La Restauration, chrononyme qui devient courant dans les années 1814-1815, est la période de l'histoire de France correspondant à la restauration de la monarchie en tant que régime politique en France, ou plus exactement dans ce qu'il restait de l'Empire napoléonien. Elle se subdivise en :
- d'une part, une première période entre la première abdication de Napoléon Bonaparte le 6 avril 1814 et son retour au pouvoir en mars 1815 ;
- d'autre part, une seconde période entre sa chute définitive (ou chute du Premier Empire) et la révolution des Trois Glorieuses à partir du 29 juillet 1830.

En France, la Restauration prit la forme du retour au pouvoir de la maison de Bourbon, pouvoir exercé cette fois dans le cadre d'une monarchie constitutionnelle énoncée dans la Charte de 1814, octroyée par Louis XVIII au peuple français.
Cette période est interrompue par les Cent-Jours du 20 mars au 8 juillet 1815 pendant lesquels l'empereur déchu Napoléon Ier reprend le pouvoir. Cet intermède permet de distinguer cette Première Restauration de la Seconde Restauration. Cette dernière sera suivie par la monarchie de Juillet de 1830 à 1848, également limitée par la nouvelle Charte de 1830, sous le règne de Louis-Philippe Ier, issu pour sa part d'une branche cadette de la maison de Bourbon, les Orléans.
La restauration s'avéra être une époque d'expérimentation des équilibres possibles entre les régimes politiques de la monarchie et du parlementarisme, comme entre la suprématie royale et la séparation des pouvoirs, principaux acquis de la Révolution française. Elle conduisit à l'avènement d'une monarchie constitutionnelle, dans un contexte international de paix à peine retrouvée.
La révolution industrielle provoque des bouleversements économiques et sociaux profonds, mais l'économie donne des signes de reprise. Du point de vue de la politique intérieure, le retour monarchique conjugué à une vraie vie parlementaire, est marquée d'une oscillation entre ultraroyalistes et libéraux, dont les fluctuations ministérielles se ressentent.

## Histoire du régime

### Le laborieux retour des Bourbons (1814-1815)

#### La fin de l'Empire

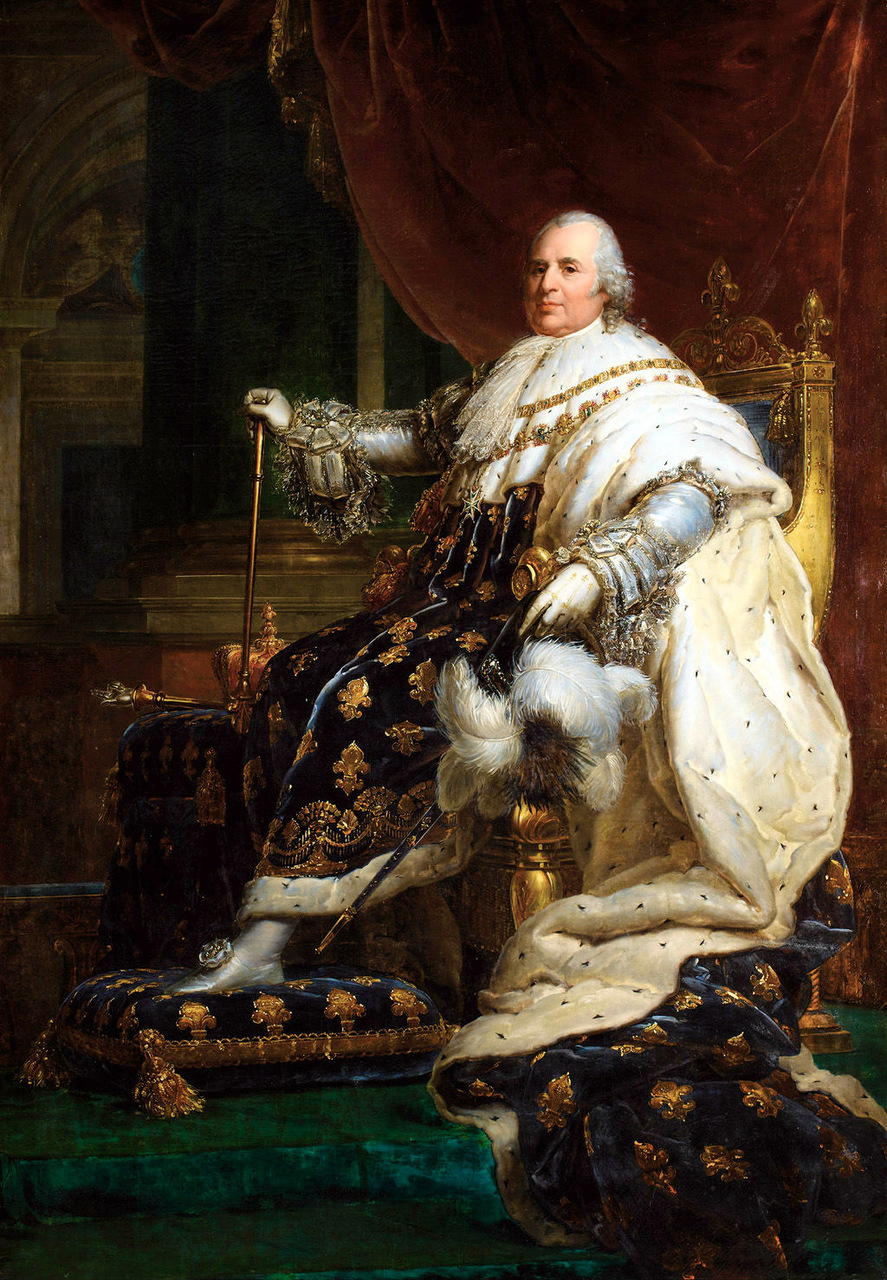
Après une période d'hésitation de la part de la coalition, et grâce au jeu de Talleyrand, les Bourbons reviennent sur le trône en la personne de Louis XVIII, frère cadet de Louis XVI.

Depuis la retraite de Russie, fin 1812, puis les revers subis face à la Sixième Coalition durant la campagne d'Allemagne, l'Empire est fragile. L'an 1814 voit s'enchaîner de nouvelles défaites durant la campagne de France, tandis que la population se lasse de la guerre. L'intransigeance de Napoléon concernant les conditions d'une paix conduit les puissances alliées à lui mener une guerre sans relâche, jusqu'à provoquer sa chute. Le peuple français réagit différemment à ces invasions, certains se défendant avec acharnement, tandis que d'autres, notamment la population parisienne, accueillent l'envahisseur en libérateur. La lassitude de la guerre et le désir de voir cesser les levées d'hommes et d'impôts unissent cependant une grande partie de la population autour de l'idée d'une restauration monarchique qui leur apporterait cette garantie.
Les Alliés se divisent cependant sur l'identité de la personne à placer sur le trône, la branche des Bourbons ayant le soutien des Anglais, tout en étant notamment rejetée par la Russie. Plusieurs autres solutions sont envisagées, avant qu'il ne soit décidé d'agir selon l'évolution des événements. Ceux-ci font pencher les choses en faveur du comte de Provence, futur Louis XVIII. Son entourage parvient à susciter dans plusieurs villes, notamment Bordeaux, un fort engouement pour les Bourbons. Dans le même temps, Napoléon se retire à Fontainebleau, laissant à Paris un Talleyrand chargé de mener les négociations avec les puissances étrangères. Ce dernier parvient à manœuvrer le Sénat français et le Corps législatif qui déclarent le 2 avril la déchéance de l'Empereur et proposent le trône au Comte de Provence. Ayant convaincu la Russie de la validité de cette solution, Talleyrand fait adopter une constitution proche de celle de 1791, qui suscite la réprobation des plus fervents partisans de la monarchie. Le même jour, Napoléon abdique, et devient souverain de la principauté de l'île d'Elbe, recevant une rente à ce titre.

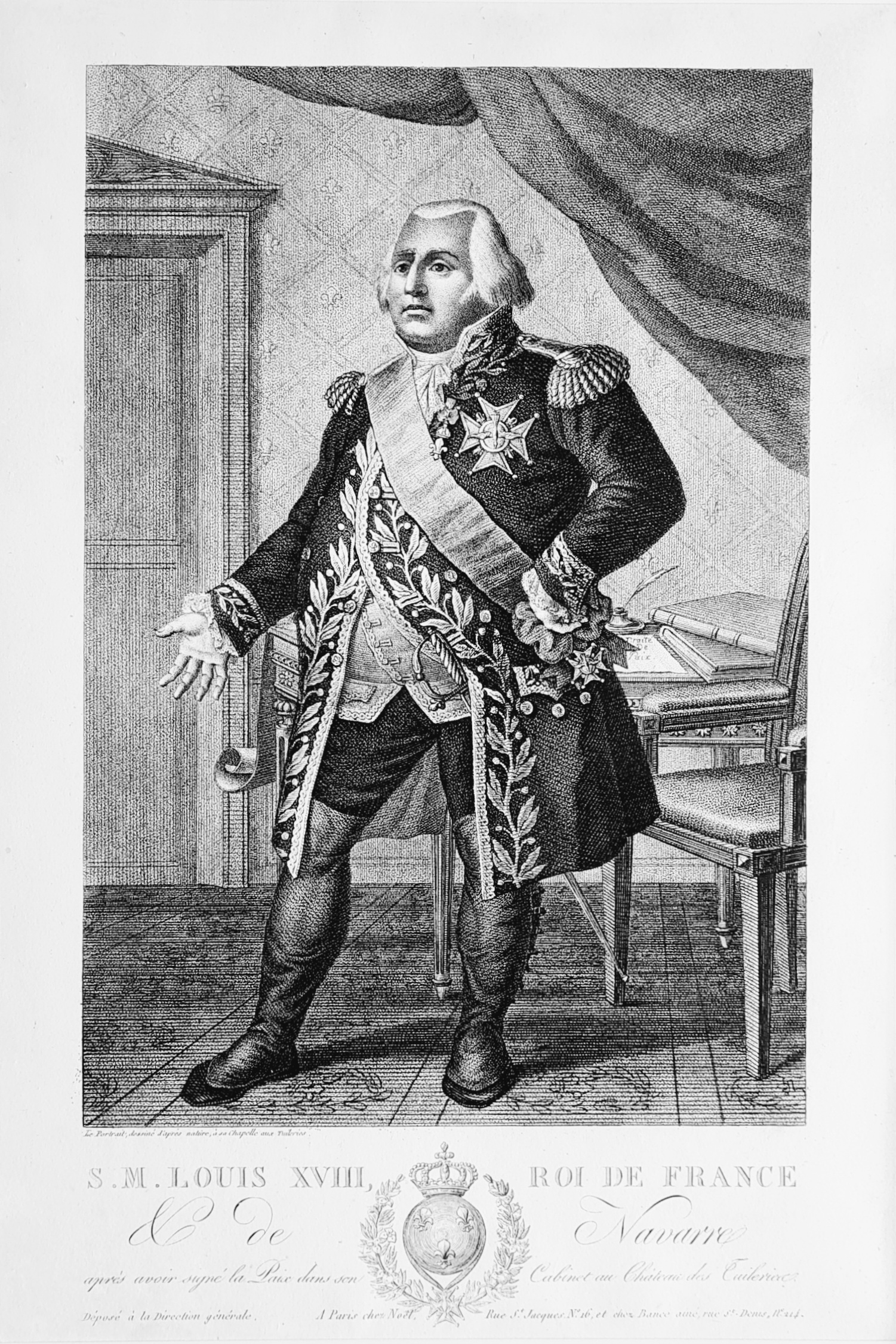
S. M. Louis XVIII, roi de France & de Navarre après avoir signé la Paix dans son Cabinet au Château des Tuileries, estampe gravée en mai 1814, éditée par Francisque Noël et Bance ainé, début XIX^{e}.

Le comte de Provence étant retardé en Angleterre, c'est tout d'abord son frère, le comte d'Artois qui fait son entrée en France, et accepte sans grande conviction l'idée d'une constitution, sans pour autant prêter serment sur le texte. Il est également décidé de remplacer le drapeau tricolore par le drapeau blanc, au grand désarroi des militaires. Le nouveau souverain arrive en France à la fin du mois d'avril, et rencontre les sénateurs le 2 mai. Dans sa déclaration de Saint-Ouen, le roi remet en cause la souveraineté du peuple et décide de faire réviser la constitution qui lui est proposée. Il prend le nom de Louis XVIII, choisissant ainsi d'assurer la continuité du règne depuis Louis XVI, en prenant en considération le « règne » de Louis XVII. Il se considère également comme souverain depuis la mort de ce dernier, en 1795.
Le gouvernement que forme le souverain reste, malgré ces déclarations, modéré, à des fins de réconciliation. Le 30 mai, la paix est conclue avec les Alliés, par le premier traité de Paris. La France retrouve, avec quelques ajouts, les frontières qu'elle avait en 1792, se voyant privée d'une partie de ses colonies, et de toutes les conquêtes effectuées durant les guerres de la Révolution et de l'Empire. Si le traité, négocié par Talleyrand, est globalement profitable à la France, ces pertes territoriales au tout début du nouveau régime font par la suite partie des reproches récurrents d'une partie de l'opposition,.

#### Première Restauration

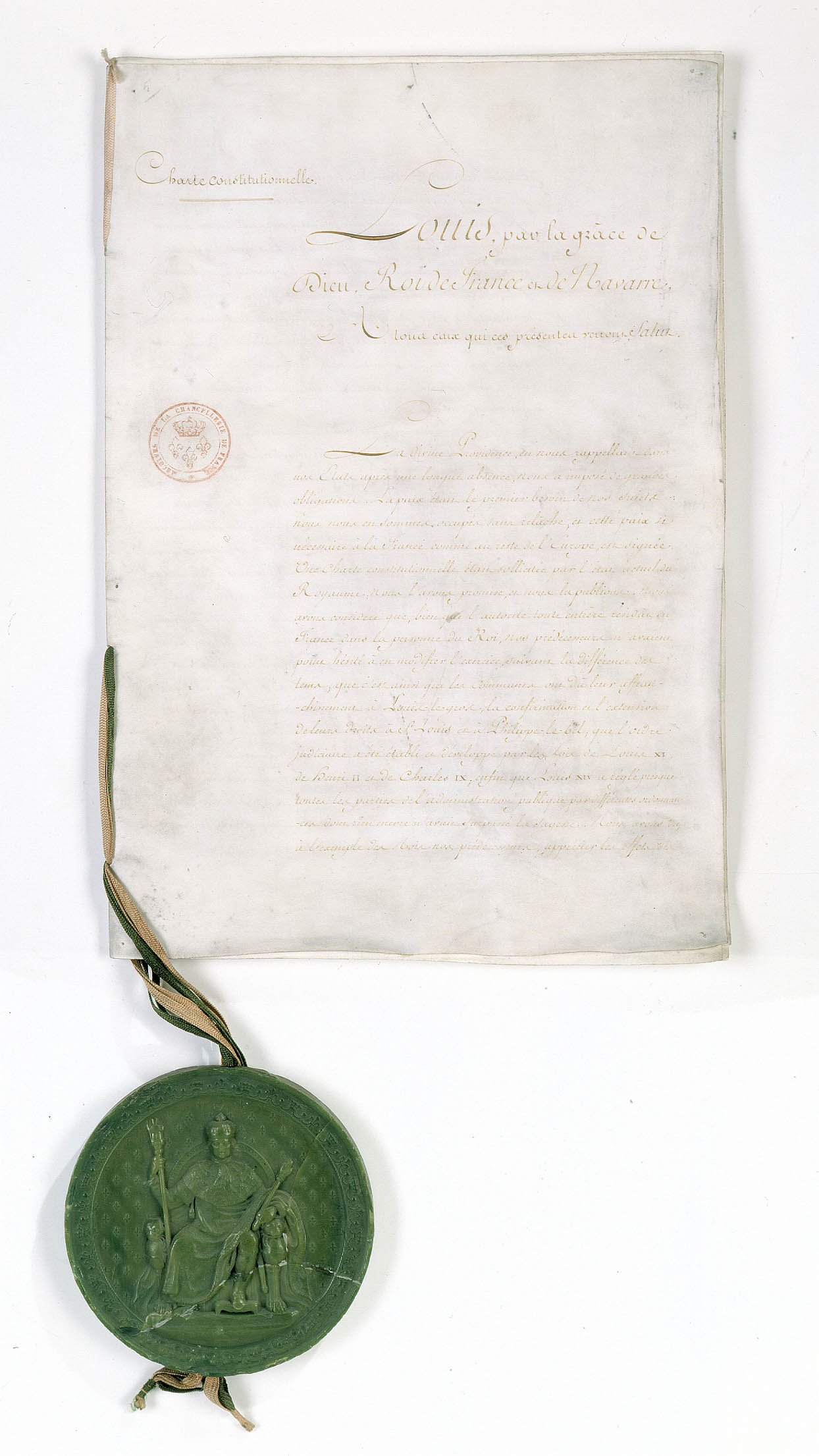
La Charte de 1814 est octroyée par Louis XVIII le 4 juin 1814.

Le retour d'un Bourbon sur le trône marque le début de la Première Restauration. Les Alliés désirent s'assurer que le souverain dote le pays d'une constitution, comme garantie de stabilité et de paix.
Le projet de Talleyrand étant rejeté, une nouvelle commission de composition hétéroclite se réunit. Elle élabore rapidement un texte finalement dénommé Charte, pour rompre avec l'image révolutionnaire du concept de constitution en retrouvant un vocabulaire lié à l'héritage monarchique. Cette Charte se veut un texte de compromis, et reconnaît les grands principes acquis durant la période révolutionnaire (liberté religieuse, égalité devant l'impôt, devant la justice…). Afin de rétablir la cohésion du pays, l'amnistie politique est déclarée pour tous les faits antérieurs à 1814. En revanche, la Charte réaffirme les pouvoirs exécutif, législatif et judiciaire du souverain, ainsi que sa capacité à dissoudre la Chambre des députés et à nommer les pairs,. Les chambres, élues au suffrage censitaire, ont plus de pouvoir que sous l'Empire, et le système judiciaire est principalement hérité de cette période, notamment le Code civil. Rédigée dans l'optique d'un compromis, la Charte s'attire les foudres des royalistes les plus intransigeants, en particulier les membres de la confrérie des Chevaliers de la Foi. Cependant, le texte reste suffisamment vague pour que les différentes familles politiques puissent espérer une application convenant à leurs espérances.
Louis XVIII prend également le 12 mai une ordonnance qui réorganise les corps d'infanterie de l'armée française afin de « déterminer la force et l'organisation de l'infanterie de l'armée française pour le pied de paix » et abandonner le drapeau tricolore au profit du drapeau blanc du royaume de France.
Le gouvernement formé n'a pas de chef, tous les ministres rendant leurs comptes au roi, sous la surveillance, également, des ambassadeurs russes et britanniques. Étant peu au fait d'un pays qu'il a quitté en 1791, Louis XVIII lance de vastes enquêtes statistiques afin de mieux connaître la population qu'il gouverne. La liberté de la presse lui permet également de connaître les critiques faites à l'encontre du régime. La noblesse est couverte d'égards, afin de la fidéliser, tandis que la Cour recommence à mener un grand train de vie.
La présence de Talleyrand, ministre des Affaires étrangères, permet à la France de participer au Congrès de Vienne et de se maintenir au rang des grandes puissances. À l'intérieur du pays, le baron Louis, ministre des Finances, mène une politique budgétaire visant à rétablir les finances de l’État, en vendant notamment de nombreux hectares de forêt (dont certains avaient été confisqués à l’Église), mais aussi en maintenant en dépit des promesses les contributions indirectes, ce qui touche particulièrement des produits populaires. Si cette politique se révèle efficace, elle aliène au gouvernement une partie des pauvres.
La noblesse, en particulier les émigrés, n'apprécie pas, par ailleurs, la tentative d'amalgame des élites à laquelle se livre le souverain dans sa quête d'unité. Les nobles, victimes de la Révolution, espéraient en effet recevoir des compensations, qu'ils n'obtiennent pas. Par ailleurs, la période est marquée par un retour en force du clergé, qui impose processions, cérémonies expiatoires, et interdit les fêtes le dimanche, tout en obtenant certains privilèges dans le domaine de l'éducation. Ceci ne manque pas de susciter des critiques et, parfois, des poussées d'anticléricalisme. Enfin, les réductions d'effectifs que subit l'armée, et les difficultés que rencontrent les militaires, entraînent un sentiment d'injustice de leur part, et la montée d'oppositions au régime parmi les soldats déjà échaudés par l'abandon du drapeau tricolore. Alors que la Restauration avait vu le jour portée par l'espoir de paix, l'accalmie qui suit ravive les divisions et les espoirs déçus : l'entourage du comte d'Artois milite pour un régime plus absolutiste, et ses excès entravent l'entreprise de réconciliation du souverain. Peu à peu, l'opposition se réveille.

#### Les Cent-Jours

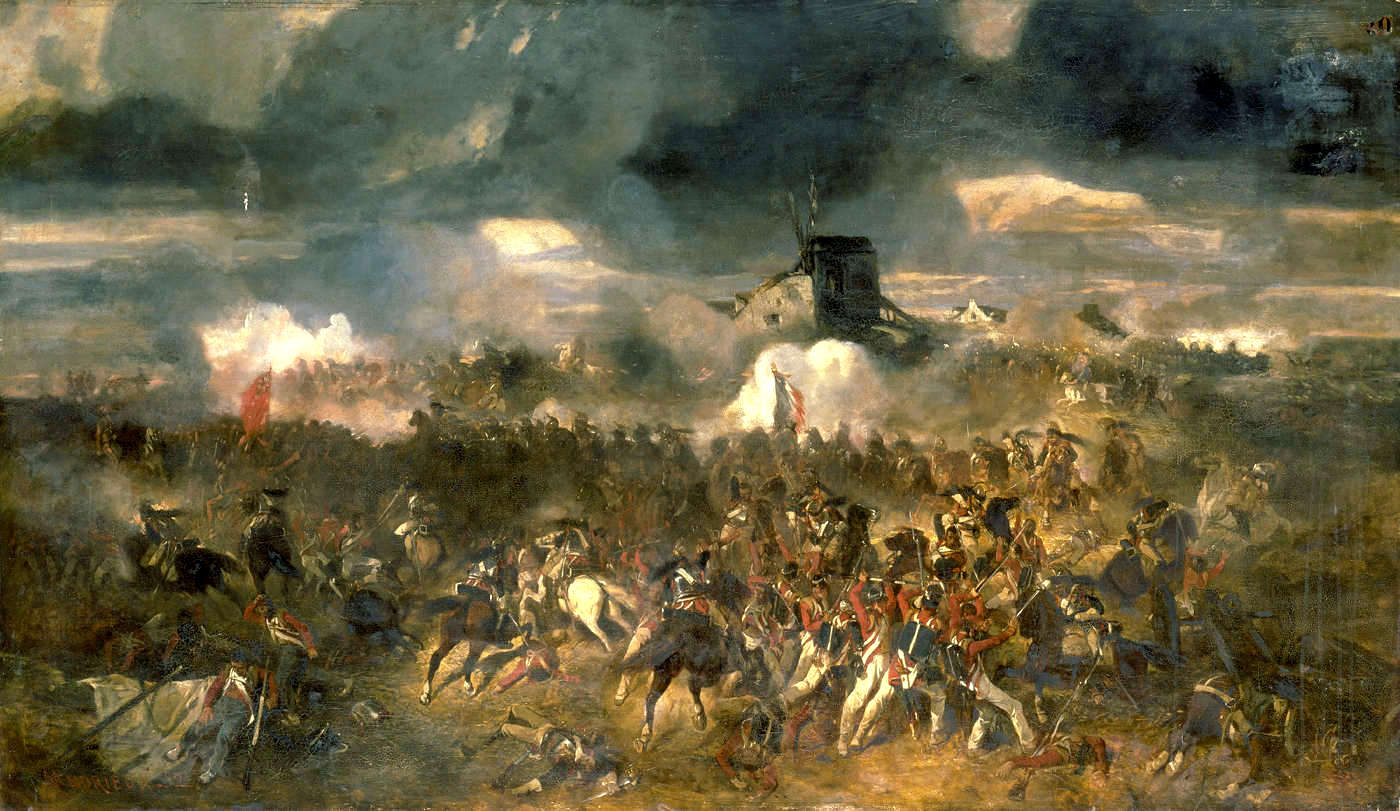
La bataille de Waterloo scelle la fin de la parenthèse des Cent-Jours.

Les territoires perdus par la France par le traité de Paris.

Ces opposants, en particulier les militaires, placent leurs espoirs en Napoléon, symbole de leurs victoires passées. Celui-ci, pour sa part, ne reçoit pas la pension qui devait lui être versée par l’État selon les conditions de son abdication, et décide de profiter des oppositions croissantes pour tenter de reprendre le pouvoir. Il débarque à Golfe-Juan le 1er mars 1815, avec un millier d'hommes. Face à sa progression, le gouvernement réagit en tentant de lui opposer des forces armées. Beaucoup rejoignent les troupes grandissantes de l'Empereur, et la défense de Paris s'annonce difficile. La défection la plus emblématique est celle du maréchal Ney qui se range aux côtés de Napoléon, contre qui il semblait être le dernier recours.
Face à ces revers, Louis XVIII choisit de quitter le pays, ce qu'il fait de justesse peu avant que Napoléon ne pénètre dans la capitale. Le 23 mars, le roi passe la frontière, pour s'installer à Gand. Les tentatives de soulèvement royaliste en province se soldent par des échecs. Bien qu'un gouvernement en exil soit constitué, le souverain est bien conscient que le destin de son trône est lié à l'action des puissances étrangères. Ces Cent-Jours trouvent rapidement une fin, lorsque Napoléon est battu le 18 juin 1815 lors de la bataille de Waterloo.

### Débuts de la Seconde Restauration entre troubles et tentation libérale (1815-1820)

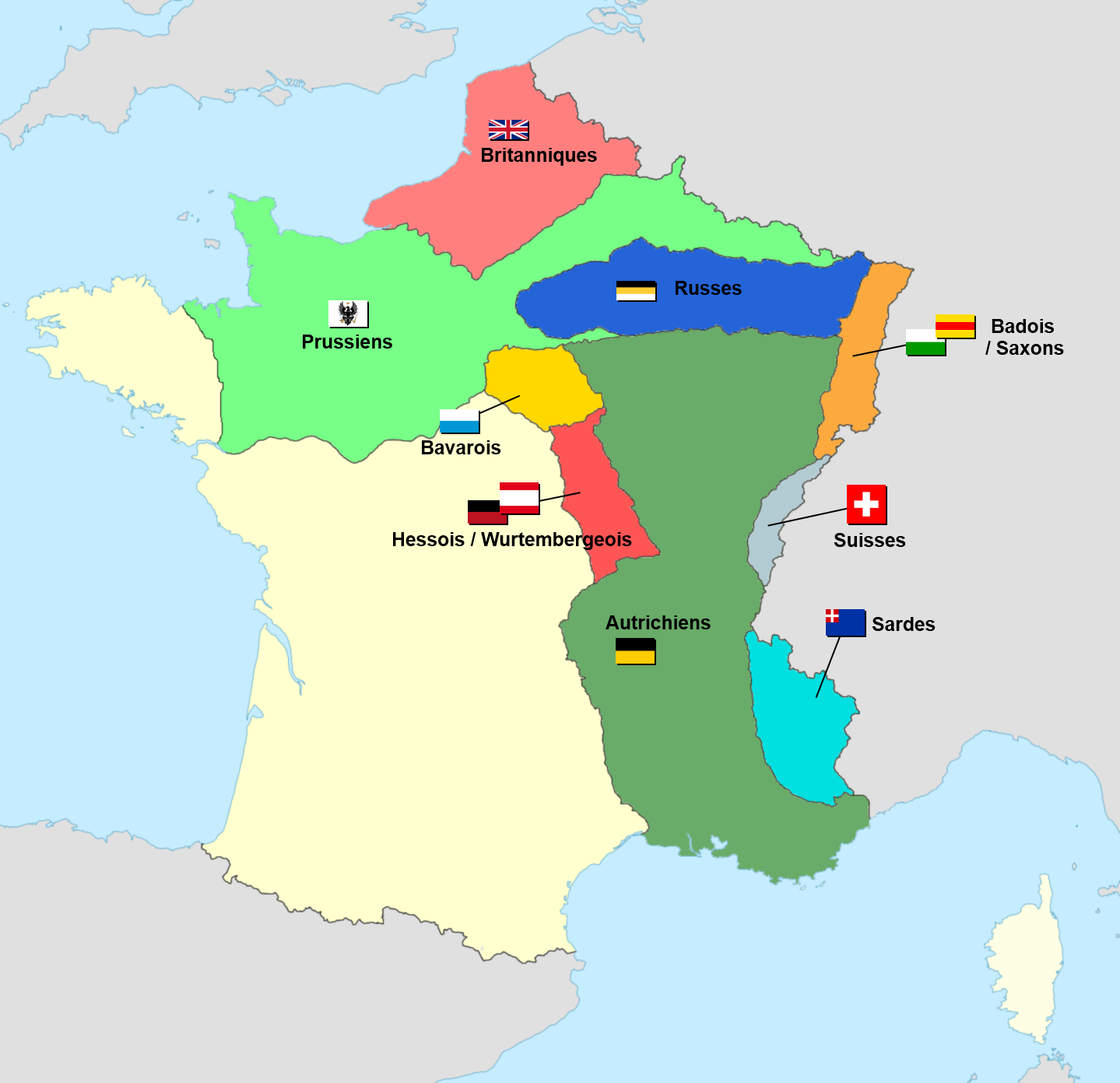
Zone d'occupation de la France de juin 1815 à novembre 1818.

#### Retour à la royauté

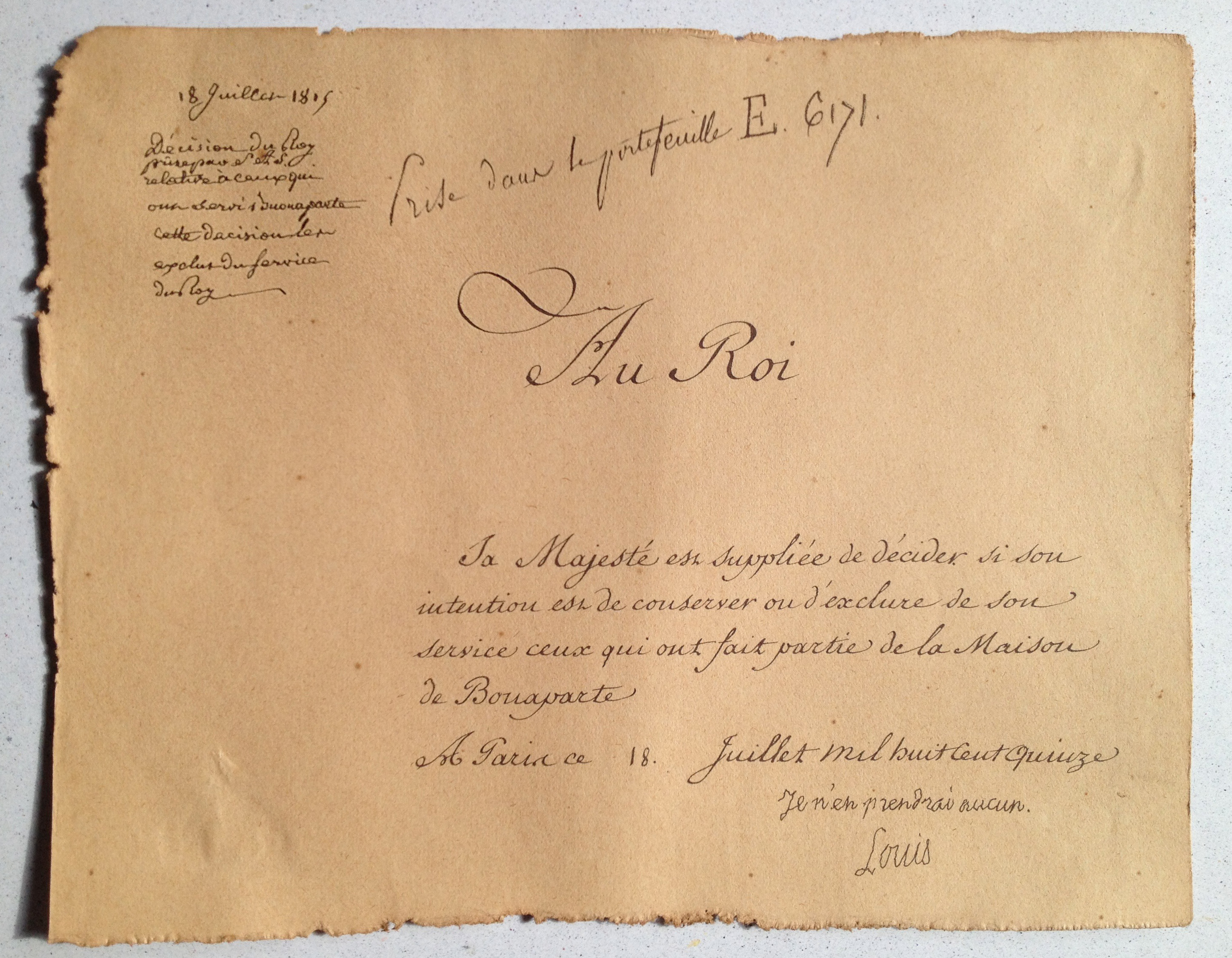
Mémoire au roi Louis XVIII si son intention est de conserver ou d'exclure de son service ceux qui ont fait partie de la Maison Bonaparte (Paris, le 18 juillet 1815).

Malgré la chute de Napoléon, la situation des Bourbons n'est guère enviable. La rapidité à laquelle le régime de Louis XVIII s'est effondré n'est pas un gage de stabilité convaincant aux yeux des puissances étrangères, qui envisagent sérieusement de faire appel à la maison d'Orléans. Le seul soutien, de prestige cependant, du souverain exilé est Wellington, vainqueur de Waterloo. Cependant, comme lors de la Première Restauration, les puissances étrangères choisissent d'agir selon l'évolution de la situation intérieure. Celle-ci n'est guère plus favorable : les députés restent hostiles au roi.
L'action de Fouché se révèle décisive. En manipulant les chambres, tout en écartant tous les prétendants potentiels, et en annonçant la capitulation de la France, il prépare le terrain à un retour de Louis XVIII qui est encore accéléré par l'arrivée des Russes à Paris le 6 juillet. Deux jours plus tard, encouragé par Talleyrand, le roi prend de court les Alliés en regagnant la capitale. Ce retour est mal perçu par une partie de l'opinion pour qui le souverain revient « dans les fourgons de l'étranger » : longtemps, le reproche lui est fait par les opposants d'être revenu sur le trône grâce à une invasion étrangère, d'autant que les puissances alliées occupent cette fois-ci le territoire, dans des conditions parfois difficiles pour les populations,.
Dès le 9, le roi confie le gouvernement à Talleyrand. Fouché, qui y est chargé de la Police, en est dans les faits également à la tête. Ils œuvrent à assurer plus de pouvoir aux assemblées, ainsi qu'une plus grande liberté pour la presse, tandis que l'administration subit une épuration afin d'éviter que l'épisode des Cent-Jours ne se répète.

#### La Terreur blanche et la «Chambre introuvable»

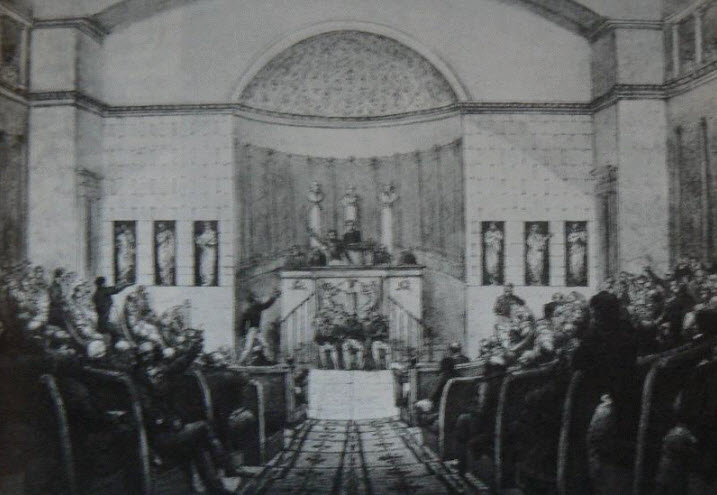
La Chambre des députés élue en 1815 est qualifiée d'introuvable par le roi qui ne pensait pas obtenir un si grand nombre de députés favorables à l'absolutisme.

Afin d'assurer à nouveau la cohésion au sein du royaume, Louis XVIII doit parvenir à effacer les rancœurs causées par les Cent-Jours, sans pour autant choquer ses soutiens ultras. Le roi promet donc de « pardonner aux Français égarés », mais déclare également que ceux qui ont permis le retour de Napoléon seront punis. Fouché se charge de préparer une liste de personnes à condamner qui, de 300 personnes, se réduit finalement à une soixantaine de personnes, dont vingt seulement sont condamnées. Ces mesures sont loin de satisfaire les ultra-absolutistes, qui se livrent à des exactions en guise de vengeance, notamment dans le Midi. La crédibilité du gouvernement en est fragilisée, dans la mesure où il ne parvient pas à enrayer totalement cette Terreur blanche. Cette crédibilité est doublement perdue, puisque la condamnation des événements par le souverain lui ôte le soutien d'une partie des ultras.
D'autre part, afin de mettre définitivement fin à la parenthèse des Cent-Jours, Louis XVIII dissout les assemblées et fait organiser de nouvelles élections législatives les 14 et 22 août 1815 (cf. Chambre des députés (Restauration)), en prenant plusieurs mesures (abaissement de l'âge légal du vote, par exemple) supposées entraver l'élection tant des jacobins que des royalistes purs. C'est sans compter sur le climat qui règne dans le pays au moment de l'élection. Les quelques mois troublés du retour de l'Empereur, ainsi que les exactions de la Terreur blanche effraient une nette partie de l'électorat, qui vote donc pour les ultras, partisans d'une monarchie plus absolutiste que ne le souhaite le roi. Ceux-ci remportent 350 sièges sur 400, poussant Louis XVIII à décrire la chambre des élus comme une « Chambre introuvable ».
Pour la satisfaire, Talleyrand écarte rapidement Fouché du gouvernement, celui-ci était trop marqué par son passé de régicide. Talleyrand sait que, pour sa part, sa survie à la tête du gouvernement tiendra à sa gestion des négociations de paix avec les puissances étrangères. Il démissionne donc dès qu'apparaît le nouveau traité de Paris, beaucoup plus dur que l'ancien (quelques pertes territoriales, occupation étrangère durant plusieurs années et forte indemnité à payer). Louis XVIII le remplace aussitôt par le duc de Richelieu, ancien émigré dont la présence à la tête du gouvernement rassure la Chambre.
Au gouvernement, son influence est rapidement partagée avec celle de Decazes, remplaçant de Fouché et favori du roi. Noyautée par la confrérie des Chevaliers de la foi, la Chambre prend plusieurs mesures fortes à l'encontre de ceux qui pourraient nuire au régime, en facilitant l'emprisonnement des suspects de complot. La Loi du 12 janvier 1816 qui proclame l'amnistie pour les soutiens de Napoléon, sauf pour sa famille et les régicides qui ont soutenu la mort de Louis XVI en 1793, force à l'exil bon nombre de régicides qui ont parfois participé aux Cent-Jours, notamment Fouché, mais aussi Carnot et David. Le gouvernement doit, à plusieurs reprises, limiter ce qui devient une « Terreur blanche légale ». En effet, si les résultats de ces mesures restent plus limités que le veut la légende de la Chambre introuvable, leur symbolique contribue à polariser fortement l'opinion, et donc à nuire à la stabilité à laquelle aspire Louis XVIII. L'opposition entre la Chambre d'une part, et le gouvernement ainsi que le souverain d'autre part, finit par atteindre une trop grande ampleur. Decazes réussit à rallier Richelieu et Louis XVIII à l'idée de la nécessité d'une dissolution. Celle-ci survient en septembre 1816. Présentée comme une mesure pour sauver la Charte de 1814, cette mesure est bien perçue par la population.

#### Decazes et l'expérience d'une Restauration libérale

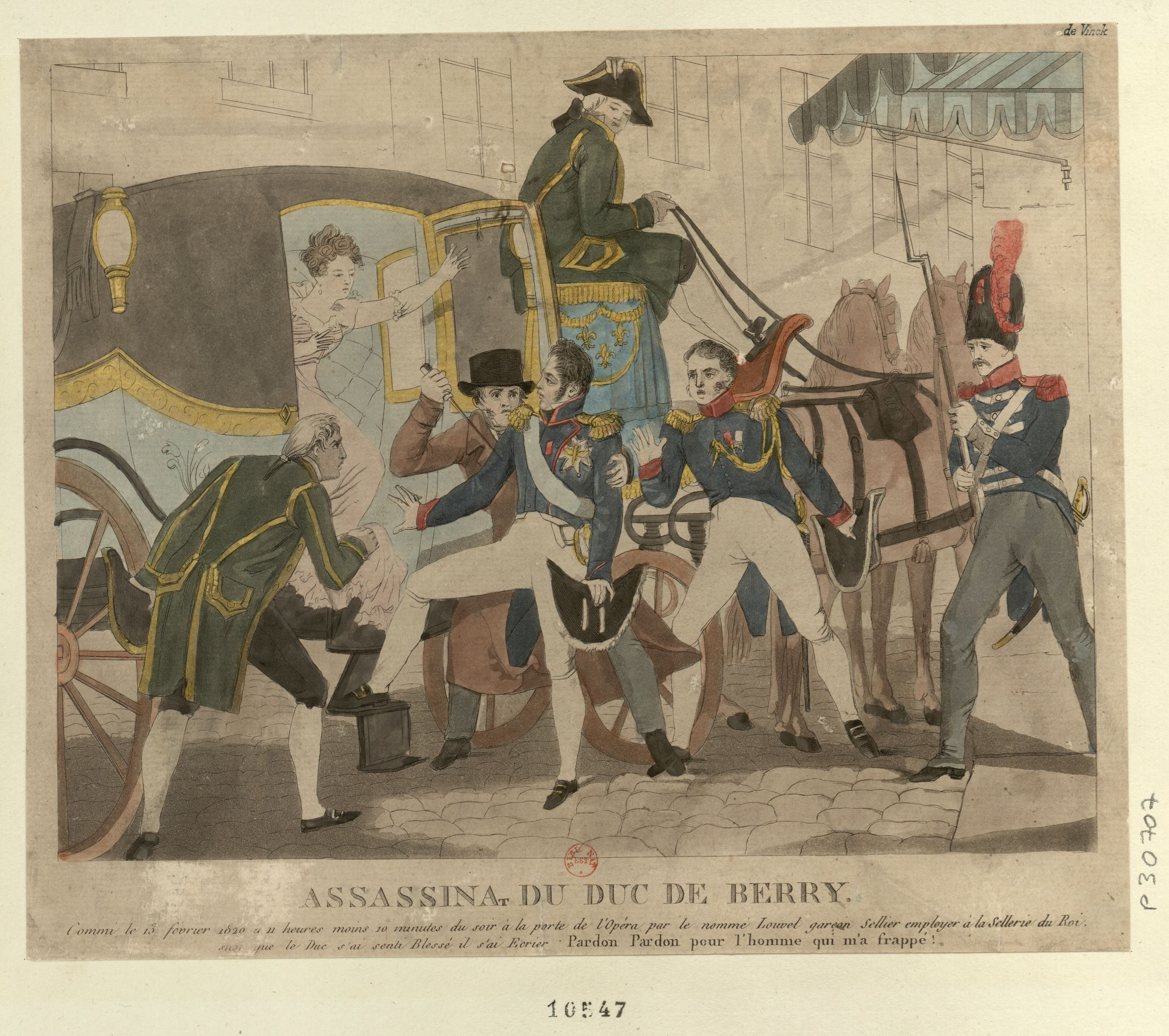
L'assassinat du duc du Berry, en 1820, attise les divisions entre libéraux et ultras et met fin à la période libérale de la Restauration.

Durant les élections législatives qui suivent la fin de la « Chambre introuvable », Decazes s'assure que la candidature des royalistes modérés soit soutenue par les préfets. Candidatures officielles et nomination par le roi des présidents des conseils électoraux permettent également d'assurer une défaite des ultras, qui survient en toute logique. Richelieu et Decazes (le premier quittant le gouvernement en 1818) se lancent donc dans une politique plus libérale tout en réaffirmant le pouvoir du roi. Les années 1816 et 1817 sont particulièrement troublées par une crise frumentaire, et la disette entraîne quelques révoltes nécessitant l'intervention de l'armée. Cependant, ces troubles ne sont pas instrumentalisés politiquement.
Cette période connaît également l'adoption de grandes lois libérales, en particulier la loi Lainé qui modifie fortement les procédés électoraux en 1817. Le but de la manœuvre est de continuer à limiter l'influence des ultras en ciblant un électorat plus âgé et bourgeois, supposé appartenir à la tendance du gouvernement. C'est cependant une erreur stratégique puisque c'est en réalité la gauche libérale pro-Orléans qui profite de ces changements. Par la loi Gouvion-Saint-Cyr, l'avancement au sein de l'armée se fait de façon plus équitable, satisfaisant également les libéraux. Enfin, les lois de Serre libéralisent fortement la presse qui n'avait plus été libre depuis la Terreur. Cette dernière loi se révèle rapidement dangereuse pour Decazes, la presse ultra sautant sur l'occasion pour publier des critiques, tandis que les républicains peuvent recommencer à propager leurs idées. La période libérale de la Restauration voit aussi une certaine prospérité économique, mais surtout la fin prématurée de l'occupation étrangère, ultime action de Richelieu en tant que chef du gouvernement.
Cette période libérale connaît une fin brutale en 1820, à un moment où les tensions avec les ultras se renforcent. Louis XVIII n'ayant pas de descendance, l'avenir de la dynastie inquiète. Son frère, le comte d'Artois a deux fils déjà vieillissants, l'aîné n'ayant pas de descendance. Les espoirs reposent donc sur le duc du Berry, qui n'a pour l'instant qu'une fille ; de sa descendance dépend l'avenir de la dynastie. C'est donc un choc lorsqu'il est assassiné, le 13 février 1820. L'assassinat, perçu comme un régicide et dénoncé comme conséquence d'un complot, est l'occasion pour les ultras de faire tomber Decazes en rendant les réformes libérales responsables du crime. Bien que le chef du gouvernement propose des mesures d'exception afin d'apaiser les ultras, il se heurte à une franche opposition, et l'entourage du roi insiste pour obtenir sa démission, qui survient peu après. Richelieu le remplace alors, après quelques hésitations, soutenu en cela par le comte d'Artois. Quelques mois plus tard, la naissance d'un fils posthume du duc, Henri, surnommé « l'enfant du miracle » par les partisans de la monarchie, ajoute à la symbolique de l'événement : malgré les coups portés, la dynastie des Bourbons est sauve.

### De la réaction absolutiste à la chute (1820-1830)

#### De Richelieu à Villèle: les grands moments de l'ultra-royalisme

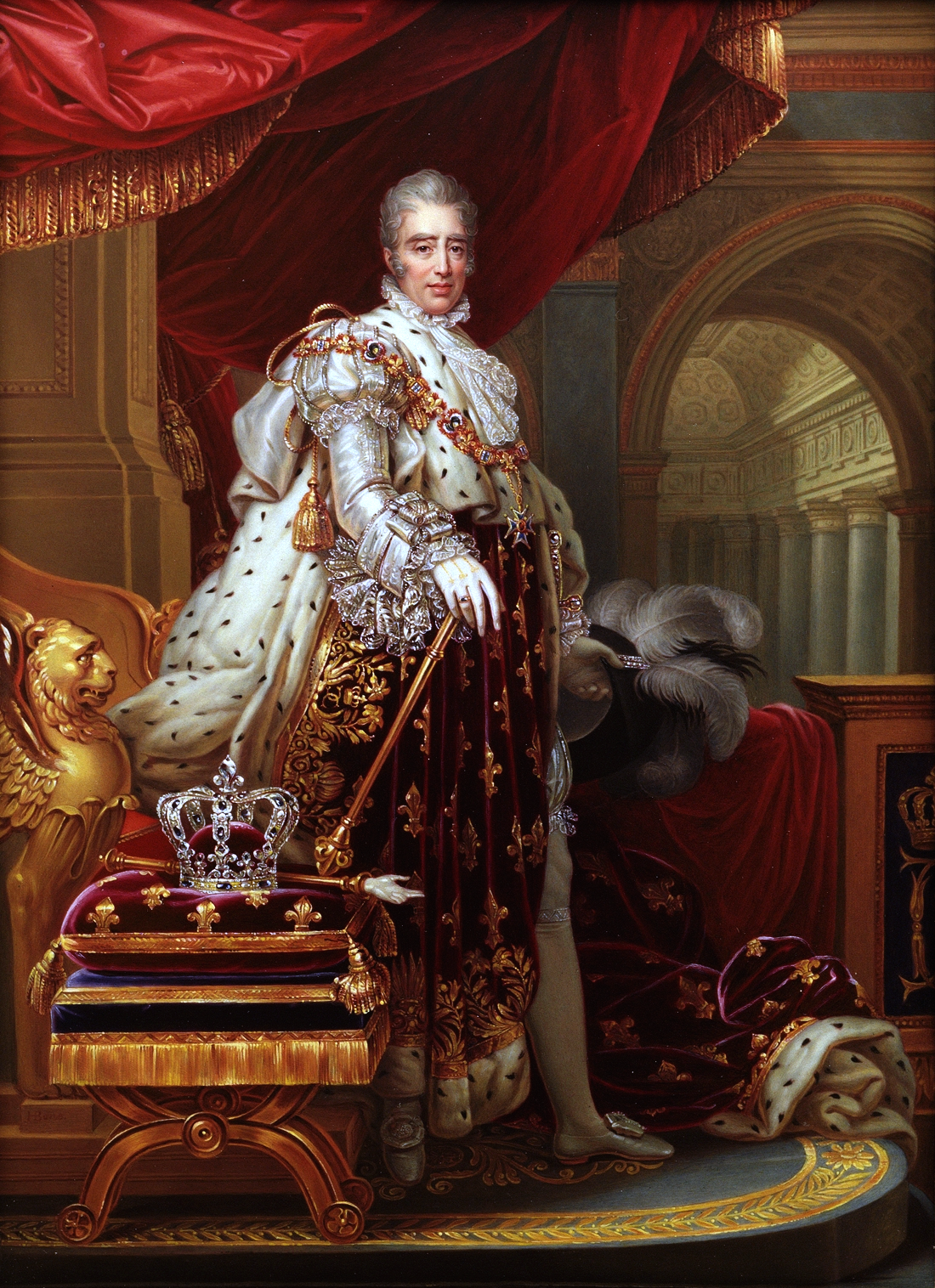
Charles X, défenseur de l'ultra-royalisme, arrive sur le trône en septembre 1824, durant le ministère Villèle.

L'arrivée de Richelieu à la tête du gouvernement ne change pas radicalement les choses dans un premier temps : les ministres restent globalement les mêmes que sous Decazes, et tentent de mener une politique de centre-droit. Les lois d'exception que fait passer Richelieu afin de calmer les ultras avaient par ailleurs été préparées par son prédécesseur. Ces lois facilitant les arrestations et limitant la presse entravent fortement l'opposition. Qui plus est, la loi électorale votée en 1820, qui introduit notamment le concept du double vote, favorise fortement les ultras, qui remportent largement les élections qui surviennent la même année. Dès lors, Richelieu doit se rapprocher d'eux et gouverner avec plusieurs d'entre eux, en particulier avec Villèle. Rapidement, le chef du gouvernement doit faire face à l'opposition de la gauche qui critique sa politique, mais également à celle des ultras, qui trouvent qu'elle ne va pas assez loin. Le modéré Louis XVIII, vieillissant et affaibli, est de plus en plus sous l'influence du comte d'Artois. Pressé de toutes parts, Richelieu finit par céder sa place à Villèle, après avoir provoqué une levée de boucliers à gauche comme à droite en désirant prolonger la censure de la presse.
Le ministère Villèle qui débute donc fin 1821 est le plus long de la Restauration, et voit l'application des idées ultras. Ceux qui le composent sont directement choisis par le comte d'Artois qui peut ainsi guider leur politique. L'administration est épurée, et Villèle s'assure dès 1822 que les fonctionnaires encouragent la victoire des candidats ultras,. Étant ministre des Finances, Villèle mène une grande politique d'assainissement, obtenant à une exception près des budgets positifs, et de centralisation de l'administration fiscale. Il pose aussi les bases de mécanismes durables, comme le contrôle des dépenses de l’État par la Cour des comptes. Une autre action forte du ministère est l'engagement de la France aux côtés de la Sainte-Alliance pour rétablir la monarchie absolue en Espagne. Si Villèle y est au départ opposé, les forces à sa droite l'y poussent fortement, et le pays en tire un certain prestige international. Ces victoires permettent également à Villèle de profiter d'un climat très favorable pour dissoudre la Chambre des députés, en 1824, et en faire élire une nouvelle à l'écrasante majorité ultra, destinée à durer sept ans.
C'est également sous le ministère Villèle que meurt Louis XVIII, en septembre 1824. Son frère lui succède sous le nom de Charles X, gagnant ainsi une position encore plus confortable pour faire mener une politique « ultra » royaliste. La période voit ainsi plusieurs lois en ce sens, notamment celle du « milliard des émigrés », destinée à offrir une compensation aux nobles dont les biens avaient été vendus au titre de biens nationaux. L'héritage de la Révolution est également contesté lors d'importantes cérémonies expiatoires à la mémoire de Louis XVI, mais aussi dans le renforcement de l'« alliance du trône et de l'autel » sous la pression des Chevaliers de la foi. De nombreux évêques sont nommés parmi les nobles, et l'influence de l’Église sur l'éducation s'accroît par l'action de Mgr Frayssinous. L'opinion reste distante face à ce retour en force de l’Église, surtout lorsqu' est adoptée la loi sur le sacrilège, désormais puni de mort. Après de vifs débats, ce châtiment est finalement remplacé par une amende honorable du criminel.
Villèle s'attire finalement deux formes d'opposition ; tout d'abord celle d'une nouvelle génération de libéraux qui prennent peu à peu de l'importance, mais aussi sur sa droite celle d'ultras qu'il s'est mis à dos, tels que Montmorency et Chateaubriand. C'est dans ce contexte, auquel s'ajoute une crise économique, que le ministère subit plusieurs revers en 1826, en particulier le rejet de son projet de loi sur le droit d'aînesse, mais aussi sa loi de « justice et d'amour » qui vise à renforcer encore la censure de la presse. Les protestations se dirigent également contre le souverain, notamment lorsqu'il effectue une revue de la Garde nationale après que celle-ci l'eut conspué. Sa dissolution par Villèle entraîne un flot de protestations. Villèle tente alors le tout pour le tout, nommant 76 pairs de son bord et déclarant la Chambre dissoute. Son espoir d'obtenir une nouvelle majorité est vain : les oppositions de gauche et de droite s'allient et le placent en minorité. Le 5 janvier 1828, Charles X forme un nouveau gouvernement, dont Villèle est cette fois-ci absent.

#### Dernières tentatives de gouvernement

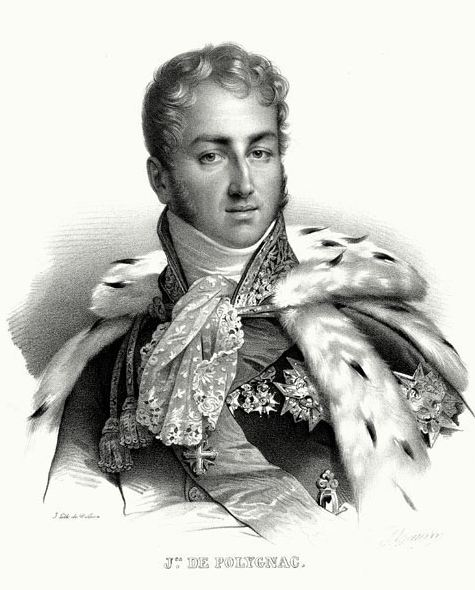
Avec Polignac comme chef du gouvernement, Charles X tente un retour à l'ultra-royalisme qui se révèle fatal au régime.

La chute de Villèle laisse une chambre difficilement gouvernable, sans réelle majorité. Charles X tente donc dans un premier temps le choix de la conciliation en nommant un ministère de centre-droit, tout en restant en contact avec Villèle et en envisageant un retour à un absolutisme plus poussé une fois les esprits apaisés. Le ministère ainsi formé trouve rapidement son chef en la personne du vicomte de Martignac. Il mène une politique libérale en prenant des mesures s'opposant à l’Église, notamment en limitant l'influence des jésuites et des congrégations religieuses, et revient en partie sur les lois bridant la presse. Martignac s'attire cependant rapidement l'hostilité du roi et des Chambres, et subit plusieurs revers face à la Chambre des députés début 1829. Le souverain attend alors la fin de la session parlementaire pour se séparer de son ministre.
Il fait ensuite appel à l'ultra Polignac, qui rassemble autour de lui un gouvernement de royalistes purs. À peine nommé, il s'attire les critiques de la presse d'opposition, mais aussi d'une partie de son propre camp. Le gouvernement prend par ailleurs des mesures au fort impact symbolique, dans le sillage de la pensée contre-révolutionnaire : c'est le cas, par exemple, de la commémoration qui est faite du débarquement de Quiberon. Ces initiatives suscitent une franche opposition de la part des libéraux qui s'organisent, et se réunissent dans des banquets où ils expriment l'importance de la Charte.
Le gouvernement, lui-même, ne parvient pas à conserver son unité, tandis qu'une partie de l'opposition envisage un recours à la maison d'Orléans. Début 1830, le gouvernement s'attire l'opposition de la Chambre. Royer-Collard lance une pétition destinée au roi, véritable motion de défiance à l’encontre du gouvernement, qui est signée par 221 députés sur 402. Le roi répond par la fermeté et dissout l'assemblée, choquant les ministres les plus modérés, qui quittent le gouvernement.

#### Fin du régime: les Trois Glorieuses

La Liberté guidant le peuple d'Eugène Delacroix est une représentation symbolique des Trois Glorieuses.

Afin d'améliorer le prestige royal en vue des élections de juillet, Charles X lance l’opération d’Alger le 25 mai, ayant pour but de prendre ce territoire à cause de la piraterie qui entrave le commerce méditerranéen. C'est le début de la présence française en Algérie. La prise d'Alger n'est cependant connue que trop tard, et l’opposition devient majoritaire à la Chambre.
Le 25 juillet, Charles X suspend la liberté de la presse, dissout la Chambre et réduit le nombre des électeurs par les quatre ordonnances de Saint-Cloud. Les nouvelles élections sont fixées en septembre. Pour l'opinion, c’est un véritable coup d’État. Le 26 juillet, des journalistes publient dans plusieurs journaux un article de protestation, rédigé par Adolphe Thiers. Le climat tendu, agité par les Républicains et anciens carbonari qui organisent la foule parisienne, déclenche les « Trois Glorieuses ». Des barricades se dressent dans Paris le soir du 27 juillet. Les chefs libéraux monarchistes, tels que Guizot, Casimir Perier ou encore La Fayette tentent de négocier avec Charles X, puis décident de se réapproprier le mouvement par crainte de l'avènement d'une République. Quant au souverain, s'il retire les ordonnances et forme un ministère qui n'aboutit pas, il ne parvient pas à redresser la situation.
Le 30 juillet, les députés font de Louis-Philippe d’Orléans le lieutenant général du royaume, ce qu'il accepte le lendemain, tandis que la commission municipale de Paris annonce que Charles X a cessé de régner sur la France. Deux jours plus tard, le 2 août, le roi abdique, et son fils renonce à ses droits, en faveur du duc de Bordeaux. Ce dernier étant trop jeune pour gouverner, la régence est supposée devoir être assurée par le duc d'Orléans tandis que le roi déchu quitte le pays. Il est cependant déjà trop tard : la nouvelle de la lieutenance générale de Louis-Philippe ainsi que l'adoption du drapeau tricolore se répandent déjà dans le pays, et nul ne prête attention à la succession voulue par le roi,.
Le 3 août, le duc d'Orléans, en sa qualité de lieutenant général, réunit les Chambres et forme un gouvernement en vue d'une révision de la Charte de 1814, qui est acceptée à une nette majorité. Le 7 août, la Charte révisée est adoptée, et le duc d'Orléans devient roi. Il rejette le nom emblématique de Philippe VII au profit de celui de Louis-Philippe Ier, afin de mieux démontrer le changement dynastique. C'est la fin de la Restauration et le début de la monarchie de Juillet.

## La France sous les Bourbons restaurés

### Oscillations parlementaires
La Chambre des députés de cette période oscille entre phases ultras et phases libérales, respectivement récessives et progressives.
Les opposants au régime monarchique sont quasi absents de la scène politique, du fait de la répression de la Terreur blanche. À la chute de l'Empire, on ne peut être qu'un homme politique monarchiste. Dans ce monde politique uniformément uni derrière son roi, qu'il faut encore défendre face à la menace de populations et corps d'armée parfois nostalgiques de l'Empire, seuls des courants d'influence et des visions différentes de ce que doit être la monarchie constitutionnelle française s'affrontent.
Les alternances de politiques de la Chambre sont dues à des abus de la tendance majoritaire (ensuite : dissolution et inversion de la majorité) ou à des événements critiques (1820 : assassinat du duc de Berry).
Les ultras prennent d'abord le pouvoir à la Chambre. Ayant récemment restauré la monarchie, ils en sont de farouches défenseurs et ont pour volonté d'augmenter le pouvoir royal. La crise des Cent-Jours et leur retour en « Chambre introuvable » les amènera à une certaine hystérie (la terreur légale) menaçante pour la stabilité du royaume. Louis XVIII est obligé en 1816 de dissoudre cette assemblée excessive, qui lui demande de plus en plus de pouvoir. Il conservera néanmoins ses ministres. Les libéraux, davantage enclins à un compromis entre liberté moderne et ordre d'Ancien Régime, gagnent les élections. Ils font cesser la terreur légale et établissent des lois plus libérales (Loi Lainé, Loi Gouvion Saint-Cyr, Lois de Serre), mais l'assassinat du duc de Berry, neveu et éventuel héritier de Louis XVIII, est considéré comme ayant été le fruit de trop de libéralisme.
La Chambre devient alors plus conservatrice et vote dans la foulée une série de lois antilibérales (Loi de suspension des libertés individuelles, Loi sur la presse, Loi du double vote). L'expédition d'Espagne et sa réussite surprise mais complète, fin 1823, permet une dissolution et le retour des ultras et de nouvelles lois (Loi du sacrilège, Loi du milliard des émigrés). Mais cette Chambre, qui se renouvelle en partie tous les ans, devient progressivement plus libérale (rejet de la Loi d'Aînesse, Loi sur la presse, abolissant la censure).
La Chambre entre alors en opposition avec les ministères de Charles X dès 1827. Les parlementaires deviennent de plus en plus critiques envers le roi, qui, malgré une Chambre évoluant vers les libéraux, insiste pour conserver des ministres plus ultras. La Chambre augmente son opposition. Excédé par les prétentions et l'insolence de celle-ci, Charles X se décide à un coup de force en imposant le ministère Polignac, un royaliste « ultra » notoire. C'est de ce ministère, et de l'agitation du Parlement que, de proche en proche, la révolution de Juillet va naître.

### Politique extérieure sous les Restaurations
La période de la Restauration propose d'abord une politique d'influence, puis d'expéditions et d'exploits brefs, dans le cadre strict du Congrès de Vienne (Expédition d'Espagne, Grèce). Ces actions sont davantage poussées par la nécessité réfléchie de se réaffirmer face à l'Europe qu'à de réels objectifs nationaux dont elle n'a pas les moyens. L'opinion publique, quoi qu'elle en dise, ne participe heureusement pas, et il paraît évident que la France ne pouvait agir librement en 1830.
Et même si déjà l'année 1830, par la Campagne d'Algérie (Charles X) et la reconnaissance de la neutralité belge (Louis-Philippe) lui permet l'audace d'aller respectivement à l'encontre du Royaume-Uni colonial, et à l'encontre de l'Ordre de Vienne, cette audace se range du côté de la neutralité.

### L'année sans été
À la suite de l'éruption du volcan indonésien Tambora en avril 1815, l'Europe (et tout l'hémisphère nord) endurèrent en 1816 ce qu'on appelle l'année sans été, qui entraîna des famines et des émeutes un peu partout, contribuant à entretenir l'instabilité sociale.

## Historiographie
Le mot de « restauration » est largement présent dès les premiers mois de la nouvelle période, à la fois d'après le sens commun du mot, et en référence à la Restauration Stuart,. Signe de son ancrage précoce, le mot est repris négativement par la propagande napoléonienne pendant les Cent-Jours en évoquant la « prétendue restauration ». Outre de nombreux mémoires, des écrits sur l'histoire de la Restauration sont publiés dès l'époque, mais ils manquent de recul et s'apparentent davantage à des essais de circonstance qu'à des études proprement historiques et servent majoritairement de glorification du nouveau régime. La situation change quelque peu à la fin de la période : le régime commence à susciter de plus nombreuses déceptions et l'on voit paraître des publications plus critiques. En tout cas, le chrononyme s'impose définitivement à l'issue de la période, après les Trois Glorieuses.
Dans les années qui suivent la Révolution de 1830, les histoires de la Restauration tendent à basculer, et c'est alors surtout la légende noire de la Restauration qui s'exprime avec des auteurs comme Achille Tenaille de Vaulabelle ou Louis Blanc. Inversement, des historiens conservateurs comme Baptiste Capefigue et Alfred Nettement se font les défenseurs du régime bourbonien. Plus à gauche, l'historiographie d'inspiration socialiste, avec René Viviani, voit surtout dans la Restauration un mouvement de réaction. Parallèlement, il apparaît aussi nettement que la Restauration se trouve un peu « coincée » entre la période de la Révolution et de l'Empire, et la monarchie de Juillet qui apparaît comme le moment de triomphe du libéralisme. 
Une date importante dans l'historiographie de la Restauration est celle de 1955, avec la première édition de la synthèse de Guillaume de Bertier de Sauvigny. Si la démarche de cet auteur apparait plus scientifique que les synthèses précédentes, l'auteur n'échappe pas à une vision conservatrice, mais cet ouvrage maintes fois réédité apparaît d'autant plus comme une référence qu'il n'a pas de véritable concurrent. À partir des années 1970, un mouvement historiographique tend à placer la Restauration dans une période historique plus large : par son ample diffusion notamment auprès des étudiants, le plus marquant est le titre publié en 1973 dans la collection « Nouvelle histoire de la France contemporaine », dû à André Jardin et André-Jean Tudesq, intitulé La France des notables et couvrant ensemble la période 1814-1848,. 
Une autre date marquante dans l'historiographie de la Restauration est 1996 avec la sortie de l'ouvrage d'Emmanuel de Waresquiel et de Benoît Yvert : par son sous-titre, Naissance de la France moderne, les auteurs entendent mettre l'accent sur la dimension de modernité qu'amène la première tentative un peu durable de monarchie constitutionnelle en France. Cette approche contribue au regard contemporain sur la Restauration, qui consiste non à gommer, mais à nuancer l'aspect conservateur ou réactionnaire du régime. Dans les travaux récents, les tendances à reconsidérer la chronologie s'accentuent, soit comme dans les années 1970 au profit de périodes plus larges, soit dans l'étude de temps courts à l'intérieur de la période, soit en rompant la coupure entre régimes comme dans l'étude de Maïté Bouyssy (2012) sur la période 1824-1834,. Des travaux récents s'intéressent particulièrement à une histoire culturelle de la Restauration, entre premier essor du romantisme et place de la religion.